# Prince’s Skating Club
Das Prince’s Skating Club war ein Eisstadion in Knightsbridge, einem Stadtteil der Londoner City of Westminster.

## Geschichte
Die Eisbahn wurde am 7. November 1896 vom Prince’s Sporting Club am Montpelier Square eröffnet. Sie war nur für Clubmitglieder zugänglich und richtete sich an die Elite der britischen Eiskunstläufer, die nicht auf einer überfüllten Eislauffläche trainieren wollten. Die Bahn war damals – nach der Eisbahn in Stockport – die zweitgrößte Eisbahn des Landes. Im März 1900 fand auf der Eisbahn das erste Eishockey Varsity Match zwischen den Universitäten von Oxford und Cambridge statt, welches Oxford mit 7:6 gewann. Zuvor hatte Oxford darauf bestanden, mit Bandyschlägern und einem Lacrosseball zu spielen.
Im Oktober 1908 fanden im Rahmen der Olympischen Sommerspiele 1908 auf der Eisbahn die Eiskunstlaufwettbewerbe statt. 
Im März 1910 fand auf der Eisbahn das erste Eishockeyländerspiel zwischen England und Schottland statt. Sieben Jahre später wurde die Eisbahn im Sommer geschlossen. Das Gebäude wurde später von Daimler Hire genutzt und Mitte der 1970er Jahre endgültig abgerissen.